# Felix Fischer (Chemiker)
Felix Fischer (* 18. Jänner 1855 in Wien; † 9. Februar 1927 ebenda) war ein österreichischer Chemiker.

## Leben
Felix Fischer studierte seit 1871 an der Polytechnischen Hochschule in Zürich und gehörte seitdem der Burschenschaft Teutonia Zürich an. Er trat 1874 in die später mit der Apollo-Kerzenfabrik fusionierte Firma seines Vaters, die Seifensiederei Felix Fischer, ein. Anschließend agierte Fischer als Teilhaber sowie als technischer Leiter der Apollo-Kerzenfabrik, ab 1911 auch als technischer Leiter der Wiener Betriebe der Aussiger Georg Schicht A.G. Nach 1918 fungierte Fischer als Vizepräsident der österreichischen Georg Schicht A.G. Daneben war Fischer als Senior in der letzten Alt-Wiener Stammtischgesellschaft „Winter-Igel“ vertreten. Zudem war er mit Ludwig Anzengruber befreundet und gehörte zu den Mitbegründern und Förderern des Deutschen Volkstheaters in Wien. Felix Fischer verstarb 1927 im Alter von 72 Jahren in Wien.

## Wirken
Felix Fischer erfand eine Plattengießmaschine, die es ermöglichte, die flüssige Seife in wenigen Stunden in Platten zu formen, welche sofort in Stücke gepresst und geschnitten werden konnten.